# Eugénie Le Sommer
Eugénie Anne Claudine Le Sommer (Grasse, 18 de maio de 1989) é uma futebolista profissional francesa que atua como atacante.

## Carreira
Eugénie Le Sommer fez parte do elenco da Seleção Francesa de Futebol Feminino, nas Olimpíadas de 2012 e 2016. 